# Andrzej Baranowski (zm. 1605/1606)
Andrzej Baranowski herbu  Jastrzębiec (zm. w 1605/1606 roku) – kasztelan ciechanowski w 1603 roku.
Syn Mikołaja i Doroty Fredrówny, miał synów: kanonika gnieźnieńskiego i krakowskiego Andrzeja i Jana.
Jako senator obecny był na sejmie zwyczajnym 1605 roku.